# شعرهای نیما
شعرهای نیما آلبومی با دکلمهٔ احمد شاملو و آهنگسازی فرهاد فخرالدینی است که در آن ۱۹ شعر از نیما یوشیج خوانده می‌شود. صدای شاملو در سال‌های ۱۳۷۲–۱۳۷۳ در منزلش ضبط شده‌است.
این آلبوم اولین اثر از پروژهٔ «صدای شاعر» بود که از سوی کانون پرورش فکری کودکان و نوجوانان منتشر شد.

## قطعات
- ققنوس
- داروگ
- داستانی نه تازه
- تو را من چشم در راهم
- اجاق سرد
- مهتاب
- برف
- هست شب
- آی آدم‌ها
- در شب سرد زمستانی
- هنگام که گریه می‌دهد ساز
- خروس می‌خواند
- خنده‌ی سرد
- در فروبند
- تلخ
- افسانه عشق
- ری را
- خانه‌ام ابری است
- قایق